# Fargues-Saint-Hilaire
Fargues-Saint-Hilaire egy francia település Gironde megyében az Aquitania régióban. Lakosainak száma 3504 fő (2022. január 1.).

## Adminisztráció
Polgármesterek:
- 2001–2008 Annie Garrissou
- 2008–2014 Yves Touchard
- 2014–2020 Bertrand Gautier

## Demográfia
| Lakosok száma | 1104 | 1583 | 2032 | 2415 | 2661 | 2793 | 2889 | 3203 | 3303 | 3504 |
|               | 1968 | 1982 | 1990 | 2006 | 2013 | 2015 | 2017 | 2019 | 2020 | 2022 |

## Látnivalók
- XII. századi templom
- Monolit sírok